# András Dugonics

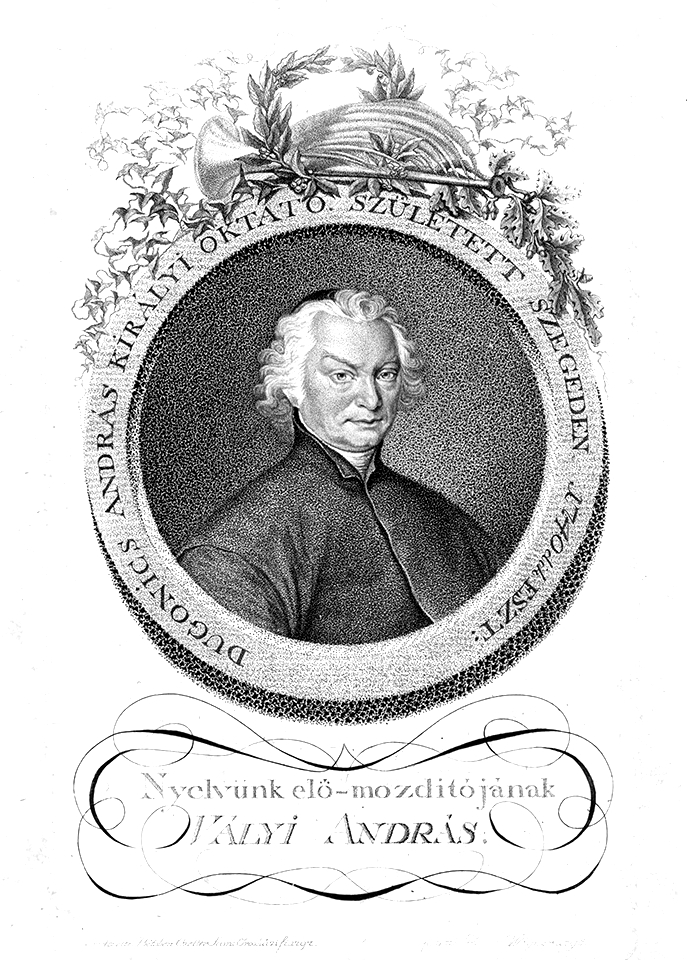
András Dugonics

András Dugonics (Dugonics András SP, kroatisch Andrija Dugonić) (* 18. Oktober 1740 in Szeged, Königreich Ungarn; † 25. Juli 1818 ebenda) war ein ungarischer Schriftsteller und Mathematiker.

## Leben
Dugonics wurde 1740 in Szeged als Sohn des Händlers András Dugonics sen. und dessen Frau Katalin Imre geboren. Die Vorfahren des Vaters stammten aus Dalmatien, auch beim Sohn wurde in den Unterlagen des Piaristenordens „Dalmatinisch“ (Kroatisch) als Muttersprache vermerkt. Er besuchte das lateinische Gymnasium der Piaristen in der Stadt und trat 1756 in den Orden ein. 1765 wurde er zum Priester geweiht. Er unterrichtete zunächst Rhetorik und Poetik in Medgyes (Medias, Siebenbürgen) und in anderen Städten des damaligen Ungarn, ab 1770 Philosophie in Nyitra (Nitra, heute Slowakei). Nach der Auflösung des Jesuitenordens, als die Lehrerschaft der Universität von Nagyszombat (heute Trnava, Slowakei) neu konstituiert werden musste, übersiedelte er 1774 in die damals nordungarische Stadt und unterrichtete dort Mathematik. Als die Universität 1778 nach Buda und 1784 nach Pest umzog, folgte er ebenfalls. 1787–88 fungierte er als Rektor der Universität, die als Vorgängerin der heutigen Eötvös-Loránd-Universität Budapest gilt. 1808 zog er sich aus Altersgründen vom Unterricht zurück und verlebte seine letzten Lebensjahre in seiner Heimatstadt Szeged bei Verwandten.
Bereits früh war Dugonics bestrebt, seinen Schülern und Studenten die großen Werke der Literatur in ungarischer Sprache nahezubringen. So entstand etwa die erste (freie) ungarische Übertragung der Odyssee, Ulyssesnek, ama hires és nevezetes görög királynak csudálatos története (1780). Sein eigenes lateinischsprachiges Argonautenepos Andreae Dugonicii Argonauticorum (1778) übertrug er später selbst ins Ungarische unter dem Titel A gyapjas vitézek (1794). Sein literarisches Vorbild war der Barockdichter István Gyöngyösi (um 1620–1704), von dem er 1796 auch einen Sammelband herausgab. Zeitlebens basierte er die Figuren und Handlungen seiner Werke stark auf Dramen und Romanen anderer, insbesondere deutscher Autoren, was ihm in späteren Zeiten zum Vorwurf gemacht wurde.

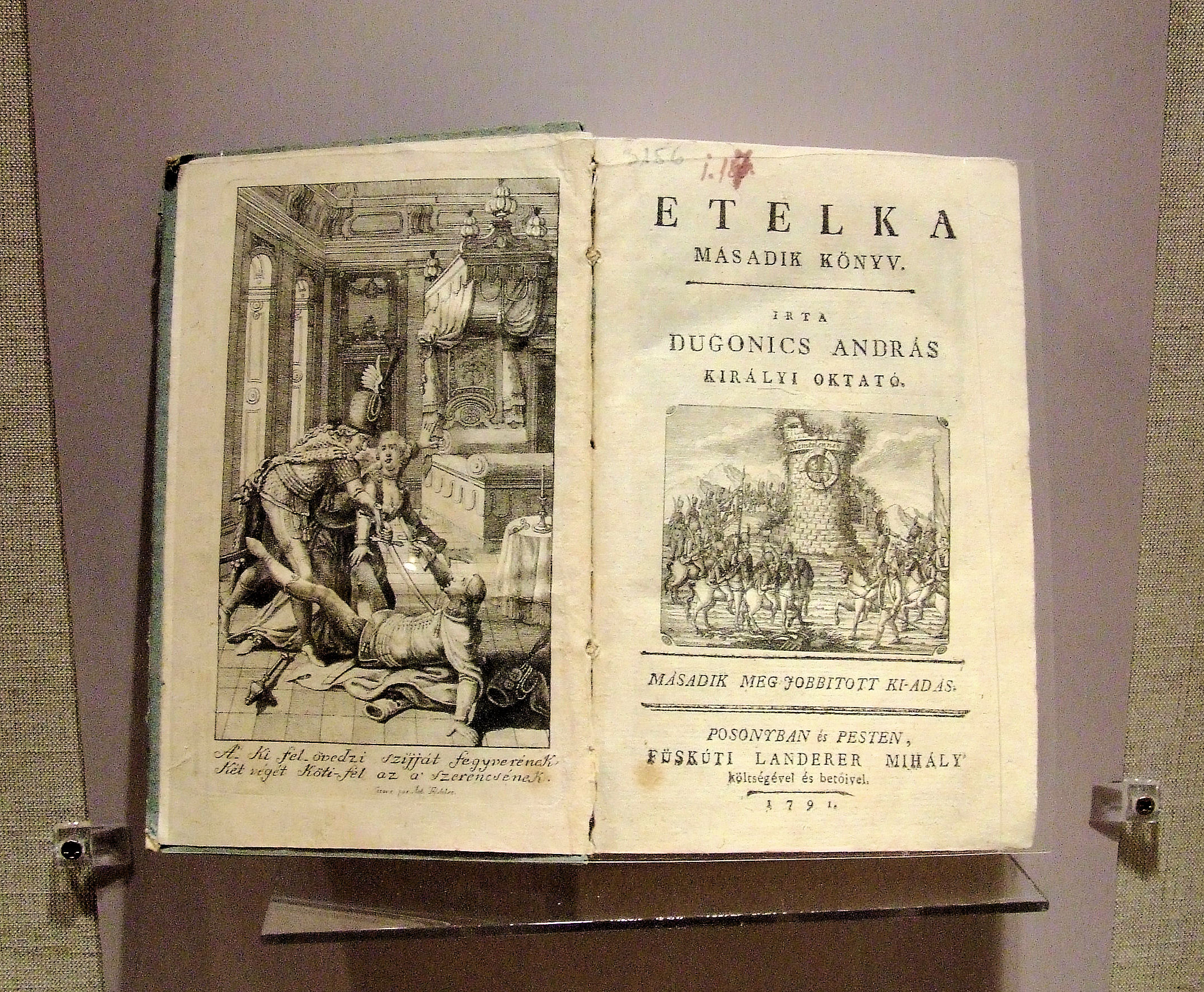
Titelblatt der zweiten Ausgabe von Etelka (1794)

Durch die Politik von Kaiser Joseph II., der das Deutsche als Verwaltungssprache des gesamten Habsburgerreiches durchsetzen wollte, fühlte sich der überzeugte ungarische Patriot Dugonics bestrebt, Widerspruch anzumelden. So entstand sein, in der Zeit des Magyarenfürsten Árpád (um 900 n. Chr.) angesiedelter historischer Roman Etelka (1788), der prompt zu einem Sensationserfolg wurde. Bei der sentimentalen Liebesgeschichte voller komplizierter Intrigen und Verwicklungen handelt es sich um den ersten Roman im modernen Sinne in ungarischer Sprache. Das Buch beeinflusste das nationale Selbstbewusstsein, insbesondere des Adels, ebenso wie die Mode. Der von Dugonics auf Basis des Männernamens Etele (Attila, Etzel) kreierte Frauenname Etelka verbreitete sich ebenfalls in der Bevölkerung.
Seine Interessen an der Mathematik und der Sprachpflege verband Dugonics wiederum mit der Abfassung seines vierbändigen Mathematiklehrbuchs A tudákosságoknak... (Endfassung 1798). Mit diesem wollte er beweisen, dass sich die ungarische Sprache auch im fachlich-wissenschaftlichen Bereich nicht hinter den anderen Sprachen Europas zu verstecken braucht. Zahlreiche seiner Wortschöpfungen für Algebra und Geometrie sind bis heute fester Bestandteil des ungarischen mathematischen Fachvokabulars.
Dugonics schrieb bis zu seinem Tod zahlreiche literarische Werke, Romane und Dramen, die bis Mitte des 19. Jahrhunderts große Erfolge in Buchhandel und auf der Bühne feierten. Er starb am 25. Juli 1818 in seiner Geburtsstadt Szeged.

## Rezeption und Gedenken
Dugonics war als Schriftsteller schon zu Lebzeiten nicht unumstritten. Literaten wie Ferenc Kazinczy stießen sich an seiner deftigen, vor Grobheiten nicht zurückschreckenden Sprache, die auf dem Dialekt seiner Heimatstadt Szeged basierte. Antal Szerb sprach später in seiner Ungarischen Literaturgeschichte (1934) liebevoll-ironisch von „Orgien der bäurischen Grobheit“ („a tenyeres-talpasság orgiái“).
Von Fachautoren des 20. Jahrhunderts wie Domokos Kosáry und Barna Szénássy wurde wiederum der wissenschaftliche Wert seiner Mathematikbücher wie auch seines Unterrichts in diesem Fachgebiet in Zweifel gezogen. Der Biograf István Gyimesi bemühte sich allerdings in den 1990er Jahren, nachzuweisen, dass Dugonics’ Werk A tudákosságoknak... sehr wohl dem durchschnittlichen internationalen Niveau der damaligen Mathematikschulbücher entsprach.
Im heutigen literaturwissenschaftlichen Konsens ist Dugonics’ literatursoziologische und sprachgeschichtliche Bedeutung weit höher als der literarische Wert seiner Belletristik. Insbesondere als Schöpfer einer literarischen Öffentlichkeit in Ungarn durch den Erfolg seiner Romane, als Erforscher der volkstümlichen Sprache und Tradition (nach seinem Tod erschien eine umfangreiche Sprichwörtersammlung unter dem Titel Magyar példabeszédek és jeles mondások) wie auch durch sein Bestreben, für zahlreiche Begriffe ein ungarisches Äquivalent zu finden, ist seine Bedeutung für die Sprach- und Literaturgeschichte nicht zu unterschätzen. Mit dem Roman Etelka führte er außerdem die Forschungen seines Freundes János Sajnovics bezüglich der finnisch-ugrischen Sprachverwandtschaft von Ungarisch und Sami in das öffentliche Bewusstsein Ungarns ein: Etele, der Liebhaber der Titelheldin, ist ein Prinz aus Karelien, dessen Volk mit den Ungarn verwandt ist.
In Szeged wurde 1876 eine Statue von Dugonics aufgestellt. Das Piaristengymnasium der Stadt trägt heute seinen Namen.

## Werke (Auswahl)
- Troja veszedelme (Die Gefahr Trojas), 1774
- Andreae Dugonicii Argonauticorum, sive de Vellere Aureo, 1778 (Lateinisch)
- Ulissesnek, ama hires és nevezetes görög királynak csudálatos történetei (Die wunderbaren Geschichten von Ulysses, jenem berühmten und namhaften griechischen König), 1780
- A tudákosságnak két könyvei, melyekben foglaltatik a Betővetés (algebra) és a Földmérés (geometria)
- A tudákosságnak III. könyve: A három szögellések (trigonometria) és IV. könyve: a csúcsos szelésekről, 1788
- Etelka, 1798
- Az arany pereczek (Die goldenen Armreife), 1790
- A gyapjas vitézek (Die Ritter des Goldenen Vlieses), 1794
- Római történetek (Römische Geschichten), 1800
- Jolánka, Etelkának leánya (Jolánka, die Tochter der Etelka), 1803–1804
- Magyar példabeszédek és jeles mondások (Ungarische Gleichnisse und hervorragende Sprüche). (postum, 1820)